# Podborowo (powiat rawicki)
Podborowo – wieś w Polsce położona w województwie wielkopolskim, w powiecie rawickim, w gminie Pakosław.
Wieś zamieszkuje grupa etnograficzna Hazaków.
W okresie Wielkiego Księstwa Poznańskiego (1815-1848) miejscowość wzmiankowana jako Podborowo należała do wsi mniejszych w ówczesnym pruskim powiecie Kröben (krobskim) w rejencji poznańskiej. Podborowo należało do okręgu sarnowskiego tego powiatu i stanowiło część majątku Stare Chojno, którego właścicielami byli wówczas (1846) Pomorscy. Według spisu urzędowego z 1837 roku Podborowo liczyło 57 mieszkańców, którzy zamieszkiwali 10 dymów (domostw). Ponadto wzmiankowana była również karczma Podborowo, która należała do sąsiedniego majątku Dubinko.
W latach 1975–1998 miejscowość administracyjnie należała do województwa leszczyńskiego.